# Megachile falcidentata
Megachile falcidentata là một loài Hymenoptera trong họ Megachilidae. Loài này được Moure & Silveira mô tả khoa học năm 1992.